# Charidotella seriatopunctata
Charidotella seriatopunctata es un coleóptero de la familia Chrysomelidae.
Fue descrita científicamente en 1901 por Spaeth.